# Ruta 25 (Chile)
Die Ruta 25 (kurz RN 25) ist eine Nationalstraße in der Región de Antofagasta im großen Norden Chiles. In ihrem Verlauf auf 119,3 km ist sie vollständig asphaltiert und verbindet die Ruta 5 Arica-La Serena mit der Stadt Calama über deren südlichen Anschluss via Sierra Gorda. Von hier aus gibt es weitere Rutas, die Antofagasta mit anderen entfernten Orten wie San Pedro de Atacama und Ollagüe verbinden. Der Abschnitt der Ringstraße Avenida Circunvalación der Landstraße ist zweistreifig ausgebaut. Wegen der Erweiterung der Mine Spence hat man außerdem nördlich von Sierra Gorda eine Umgehung von etwas mehr als 20 m km gebaut.
Zusammen mit den Rutas 23, 27 und 5 Panamericana gehört sie zum Corredor Bioceánico Eje del Capricornio, der bis nach Antofagasta führt.

## Städte und Ortschaften
Die Städte, Dörfer und Siedlungen entlang des Abschnitte von Süden nach Norden sind:
Región de Antofagasta
- Länge: 119 km (km 0 bis 119). Im städtischen Abschnitt von Calama heißt die Straße Avenida Circunvalación und hat die Eigenheiten einer Autopista.
- Provinz Antofagasta: Sierra Gorda und Polizeikontrolle (km 46).
- Provinz El Loa: Anschluss an Chalet Dupont und Polizeikontrolle (km 105), Anschluss an Calama (km 110, 113, 115, 117, 118 und 119).

## Ringstraße von Calama
Dieses Bauwerk dient dazu, die Bedingungen der Erreichbarkeit zwischen Chuquicamata und dem Hafen von Tocopilla zu verbessern. Außerdem soll der Durchgang des Transitverkehrs verbessert werden, der vor allem aus Argentinien kommend zwischen den Grenzpässen Paso de Sico und Paso de Jama und den regionalen Häfen auftritt. Andererseits erhöht das Projekt die Kapazitäten der Zubringer nach Calama und wird damit den Anforderungen des höheren Verkehrsaufkommens im Zuge des rasanten Wachstums der Stadt gerecht.

## Betrieb
Ein privat-öffentlich initiiertes Projekt versucht derzeit eine Autopista auf dem wichtigsten Abschnitt (Zugang zu Calama) zu bauen und unter private Verwaltung zu stellen. Dies würde den zweistreifigen Ausbau und den Bau von Auffahrten, Über- oder Unterführungen, Wartungswegen, die Instandsetzung der bestehenden Straßendecke, Beleuchtung, neue Straßenschilder, Bushaltestellen und weiteren Sicherheits- und Steuerungseinrichtungen bedeuten.